# Tilyenji Kaunda
Tilyenji Kaunda, Sohn des früheren sambischen Präsidenten Kenneth Kaunda, ist ein Politiker in Sambia.
Nach dem Rückzug Kenneth Kaundas von der Parteispitze der United National Independence Party (UNIP) im März 2000 wurde zunächst Francis Nkhoma in parteiinterner Wahl zu dessen Nachfolger als Parteivorsitzender gewählt. Im April 2001, im Vorfeld der anstehenden Wahlen in Sambia, wurde dieser jedoch durch Tilyenji Kaunda ersetzt – ein Indikator, dass die UNIP immer noch weitgehend unter der Kontrolle des Kaunda-Familienclans stand. Bei den Wahlen kandidierte Tilyenji Kaunda für die Präsidentschaft und erhielt 10,12 Prozent der Stimmen. Vor den Wahlen in Sambia 2006 trat er mit der UNIP dem Wahlbündnis United Democratic Alliance bei, das 27 Mandate in der Nationalversammlung Sambias gewann. Bei einem Sieg des Präsidentschaftskandidaten der UDA, Hakainde Hichilema, wäre er für den Posten des Vizepräsidenten vorgesehen gewesen. Das politische Talent seines Vaters wird ihm abgesprochen.
Auf dem vierten außerordentlichen UNIP-Parteikongress vom 2. bis 4. April 2021 unterlag Kaunda in der Abstimmung über die Wahl des Parteivorsitzenden seinem Kontrahenten, dem anglikanischen Bischof Trevor Mwamba, der daraufhin den UNIP-Parteivorsitz übernahm.